# Ceratozamia whitelockiana
Ceratozamia whitelockiana — вид голонасінних рослин класу саговникоподібні (Cycadopsida).
Етимологія: вшанування Лорана Вайтлока Лос-Анджелес, штат Каліфорнія, видатного дослідника і колекціонера саговникоподібних.

## Опис
Стовбур 20–30 см завдовжки, 12–18 см діаметром. Листків 8–12 в кроні. Нові паростки світло-зелені або блакитні. Листки світло або яскраво-зелені, напівглянсові, довжиною 200—250 см, з 60–80 фрагментами; черешок довжиною 100—125 см. Середні фрагменти листків 30–50 см завдовжки, 30–38 мм завширшки. Пилкові шишки жовто-зелені, веретеновидо-циліндричні, довжиною 26–28 см, 1,5–2,8 см діаметром; плодоніжка 2–3 см завдовжки. Насіннєві шишки жовто-зелені, яйцевидо-циліндричні, довжиною 35 см, 12 см діаметром; плодоніжка довжиною 3–4 см. Насіння яйцеподібне, 31–33 мм завдовжки, 25–27 мм завширшки; саркотеста біла, старіючи стає коричневою.

## Поширення, екологія
Країни поширення: Мексика (Оахака). Росте на крутих схилах у вічнозелених хмарних лісах у ісп. Rio Valle Nacional.

## Загрози та охорона
Потерпає від знищення середовища проживання в результаті підсічно-вогневої діяльності. Середовище проживання замінюється кавовими і банановими плантаціями.